# Karl 2. af Pfalz
Karl 2. af Pfalz (født 10. april 1651 i Heidelberg, død 28. maj 1685 i Heidelberg) var kurfyrste af Pfalz fra 1680 til 1685.
Karl 2. var søn af Karl 1. Ludvig, kurfyrste af Pfalz samt sønnesøn af vinterkongen (Frederik 5. af Pfalz) og vinterdronningen (Elizabeth Stuart).
Han blev gift med Vilhelmine Ernestine af Danmark (datter af kong Frederik 3. af Danmark–Norge og dronning Sophie Amalie). Parret fik ingen børn.